# مثنان الأطلس الصحراوي
مثنان الأطلس الصحراوي (الاسم العلمي:Thymelaea antiatlantica) هي نوع من النباتات يتبع جنس المثنان من الفصيلة المثنانية.